# Judit de Schweinfurt
Judit de Schweinfurt (1010/15 - 2 de agosto de 1058), princesa de Baviera, Duquesa consorte de Bohemia y Reina consorte de Hungría, esposa del rey Pedro Orseolo de Hungría.

## Biografía

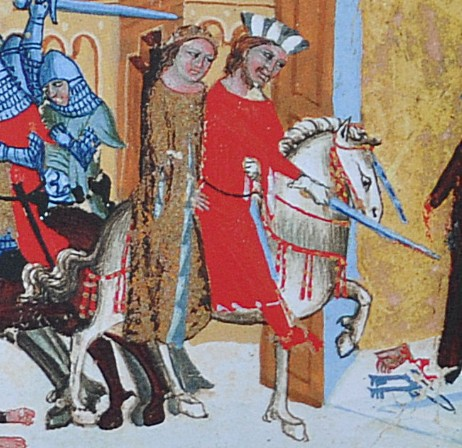
Judit siendo raptada por su primer esposo Bretislao I de Bohemia

Judit nació entre 1010 y 1015 en Baviera como hija del Duque Enrique de Schweinfurt y su consorte Gerberga, quien era famosa por su belleza.
De joven fue dada en matrimonio al duque Bretislao I de Bohemia, quien la raptó según una antigua costumbre eslava, donde el marido se llevaba a la que sería su esposa. Con él tuvo un hijo de nombre Vratislao o Ratislao, quien no tuvo mayor protagonismo en la política. Antes de 1038 fue desposada por el príncipe Pedro Orseolo de Hungría, quien llegó a ser rey tras la muerte de San Esteban I de Hungría.
Luego de la muerte de Pedro Orseolo, Judit se retiró a territorio germánico y murió el 2 de agosto de 1058.